# Sven Ušić
Sven Ušić hrvatski je košarkaški trener i bivši košarkaš. Bivši je državni reprezentativac.
Igrao je za zagrebačku Cibonu. 1979./80. je s Cibonom došao do završnice Kupa Radivoja Koraća, u kojoj su izgubili od Sebastiani Arrigoni AMG iz Rietija. Sezone 1980./81. osvojio je jugoslavenski kup te se njegova Cibona natjecala u Kupu pobjednika kupova 1981./82., koji je osvojila pobjedom na madridskim Realom. Osvojio je prvenstvo i kup Jugoslavije 1983./84. i 1984./85. te Kup europskih prvaka 1984./85. i 1985./86. Dobrim je igrama u Ciboninom dresu osigurao mjesto u reprezentaciji, pa je zaigrao za Jugoslaviju na europskom prvenstvu 1985., kad je favorizirana Jugoslavija nakon dvaju iznenađujućih poraza (ČSSR, SR Njemačka) završila na tek 7. mjestu. 1985./86. je s Cibonom uvjerljivo osvojio 1. mjesto u ligi, prije doigravanja te jugoslavenski kup. No, iznenadio ih je Zadar u završnici. Stoga se je 1986./87. Cibona natjecala u Kupu pobjednika kupova, koji je osvojila, pobijedivši Scavolini iz Pesara. 1986./87. se je u prvenstvu i kupu dogodila ista slika: Ušić s Cibonom je uvjerljivo osvojio 1. mjesto u ligi, no u doigravanju ih je iznenadio srbijanski klub Crvena zvezda. Stoga su se natjecali 1987./88. u Kupu Radivoja Koraća, gdje su u završnici izgubili od španjolskog predstavnika Reala iz Madrida.
Otac je hrvatske odbojkaške reprezentativke Senne Ušić.